# Macropanax chienii
Macropanax chienii är en araliaväxtart som beskrevs av G.Hoo. Macropanax chienii ingår i släktet Macropanax och familjen Araliaceae. Inga underarter finns listade.